# Mi país imaginario
Mi país imaginario és una pel·lícula documental franco-xilena dirigida per Patricio Guzmán, estrenada el 2022.
El seu tema són les protestes a Xile de 2019 i les seves conseqüències.

## Sinopsi
Les manifestacions comencen arran de l'augment de 30 pesos del bitllet del metro. Patricio Guzmán entrevista els participants en aquestes manifestacions, que testimonien la gran precarietat d'una part de la població xilena, en particular les mares solteres i els indígenes. Recorda la seva joventut, l'època de la presidència de Salvador Allende després del cop d'estat d'Augusto Pinochet.
Diverses persones testimonien la violència de la repressió policial, que també va apuntar a fotògrafs o socorrisets que ajudaven els ferits. Diverses persones van ser mutilades, per exemple en perdre un ull. Malgrat aquesta repressió, les manifestacions continuen i finalment els manifestants aconsegueixen una revisió de la Constitució. Patricio Guzmán entrevista membres de l'assemblea constituent.

## Recepció
A França, el lloc Allociné ofereix una mitjana de 3,5 sobre 5, després d'enumerar 17 ressenyes de premsa.

## Taquilla
Per al seu primer dia de funcionament a França, Mi país imaginario va vendre 1.712 entrades, incloses 662 en previsualització, per a 51 impressions. La pel·lícula ocupa el cinquè lloc a la taquilla de noves estrenes darrere de L'école est à nous (22.269) i per davant de Bowling Saturn (1.356).

## Distincions
Fou seleccionada a les sessions especials del 75è Festival Internacional de Cinema de Canes i a la secció TIFF Docs del Festival Internacional de Cinema de Toronto.